# Peklo (rybník v Polné)
Peklo je rybník v Polné v okrese Jihlava. Nachází se na soutoku Šlapanky a Zhořského potoka. Má rozlohu 16 ha a je dlouhý skoro jeden kilometr. Nachází se zde sportovně rekreační areál.
Název pravděpodobně získal podle tehdy nevzhledného a ponurého mokřinatého místa, ve kterém se stékaly oba vodní toky s Ochozským potokem. Slované tato místa považovali za posvátná, údajně zde zpopelňovali své zemřelé, obřadní prostor nazývali „peklem“.
Největší vodní plocha na Polensku vznikla v letech 1479–1482 na soutoku Jamenského a Zhořského potoka. Založen byl rozkazem Viktorina z Kunštátu, sloužil i jako obrana města, neboť ze dvou stran obklopoval hrad a městské hradby. Po jeho hrázi vedla tzv. Uherská obchodní cesta. V současnosti se používá jako součást rekreačního a sportovního areálu.
K rybníku se váže několik pověstí, nejznámější z nich „O direktoru Khautzovi“ se stala součástí seriálu Putování za českými čerty z roku 2004.